# Salaši (Baja, Mađarska)
Salaši (mađ. Szállásváros)  je naselje u jugoistočnoj Mađarskoj, danas dio grada Baje.

## Zemljopisni položaj
Salaši su južna četvrt grada Baje. Susjed zapadno je bajska četvrt Pisak, a još zapadnije teče Šugovica, sjeverno je Rókusvaros i Livada, Petöfijev otok i Pandurski otok su je sjeverozapadno. Prema sjeveru je Rokusváros, sjeverozapadno je uža, povijesna jezgra Baje. Jugozapadno su predgrađa Kisberek i Kiskertek.

## Upravna organizacija
Upravno pripada naselju Baji.
Poštanski broj je 6500.

## Promet
Iz Salaša prema jugoistoku vodi cestovna prometnica prema Vaškutu, nešto sjeveroistočnije je cestovna prometnica koja vodi prema Bikiću i Boršotu.

## Stanovništvo
Naziv za stanovnike Piska je Piščanin i Piščanka.